# Mate de Legal
|       |       |       |       |       |       |       |       |       |  |
|       | a8 rd | b8 nd | c8    | d8 qd | e8    | f8 bd | g8 nd | h8 rd |  |
| a7 pd | b7 pd | c7 pd | d7    | e7 kd | f7 bl | g7    | h7 pd |       |  |
| a6    | b6    | c6    | d6 pd | e6    | f6    | g6 pd | h6    |       |  |
| a5    | b5    | c5    | d5 nl | e5 nl | f5    | g5    | h5    |       |  |
| a4    | b4    | c4    | d4    | e4 pl | f4    | g4    | h4    |       |  |
| a3    | b3    | c3    | d3    | e3    | f3    | g3    | h3    |       |  |
| a2 pl | b2 pl | c2 pl | d2 pl | e2    | f2 pl | g2 pl | h2 pl |       |  |
| a1 rl | b1    | c1 bl | d1 bd | e1 kl | f1    | g1    | h1 rl |       |  |
|       |       |       |       |       |       |       |       |       |  |

El mate de Legal es un mate similar al ocurrido en la partida de Legal - Saint Brie, jugada en París en 1750.
Su desarrollo en notación algebraica es el siguiente: 1. e4 e5, 2. Ac4 d6, 3. Cf3 Ag4, 4. Cc3 g6? (simple 4. ... Cf6, entre otras jugadas es mejor) 5. Cxe5! Axd1? (aceptando la pérdida de un peón con 5. ... dxe5, 6. Dxg4 es mejor) 6. Axf7+ Re7, 7. Cd5++, obteniéndose la posición mostrada.
Este tipo de mate, donde un caballo relativamente clavado se mueve de todos modos permitiendo la captura de la dama, pero llevando a un mate con los dos caballos y un alfil, generalmente ocurre en partidas entre maestros y aficionados, por ejemplo, en exhibiciones de simultáneas.
Este mate generalmente ocurre cuando algún aficionado sabe que capturar la dama es prácticamente ganar la partida. Cuando ve que el caballo "clavado" se mueve, desprotegiendo a la reina, sin pensar la razón del movimiento del caballo o el lugar donde se pone, de inmediato captura sintiendo un éxtasis o entusiasmo por lograr dicha "hazaña", situación anímica que desciende bruscamente cuando en dos jugadas recibe un certero mate.  